# اسامه علی
اسامه علی (عربی: أسامه علي محمد؛ زادهٔ ۲۵ ژوئن ۱۹۸۸) بازیکن فوتبال اهل عراق است.
از باشگاه‌هایی که در آن بازی کرده‌است می‌توان به باشگاه ورزشی دهوک، باشگاه ورزشی الطلبه عراق، باشگاه ورزشی اربیل، و باشگاه ورزشی الزورا اشاره کرد.
وی همچنین در تیم ملی فوتبال عراق بازی کرده‌است.